# François Pérol
Pour les articles homonymes, voir Pérol.
Ne doit pas être confondu avec Georges Pérol.
François Pérol, né le 6 novembre 1963 au Creusot, est un haut fonctionnaire et banquier français. Inspecteur des Finances, il participe aux cabinets des ministres de l'Économie, des Finances et de l'Industrie, Francis Mer (2002-2004), puis Nicolas Sarkozy (2004), et rejoint ce dernier à l'Élysée en 2007 comme conseiller économique.
En 2009, il devient président du groupe BPCE (Banque populaire Caisse d'épargne). Il démissionne de ses fonctions le 26 avril 2018 et est nommé Associé-Gérant chez Rothschild & Co Gestion le lendemain, ainsi que co-président du comité exécutif de la banque (avec effet le 1er septembre 2018).

## Biographie

### Origines et formation
François Pérol est diplômé de HEC (H.86) et de l'IEP Paris, il est ancien élève de l'École nationale d'administration (promotion Jean-Monnet) dont il sort major en 1990, ce qui lui a permis d'intégrer l'Inspection générale des finances.

### Ministère de l'Économie
François Pérol commence sa carrière en 1990 à l’Inspection générale des finances. En 1994, il est nommé rapporteur puis devient secrétaire général adjoint du comité interministériel de restructuration industrielle (CIRI). Il est nommé, en 1996, à la direction du Trésor en tant que chef du bureau des marchés financiers. De 1999 à 2001, il est secrétaire général du Club de Paris, chargé des négociations internationales sur la dette. Il est promu sous-directeur du financement et développement des entreprises à la direction du Trésor en 2001.
En 2002, François Pérol devient directeur adjoint du cabinet de Francis Mer, puis de Nicolas Sarkozy en 2004, au ministère de l'Économie, des Finances et de l'Industrie. Il s’occupe en particulier des sauvetages d'Alcatel, de Bull, de France Telecom (jouant un rôle certain dans le refus à cette dernière, contre l'avis de la direction du Trésor, d'une augmentation du capital de la part de l'État et dans le départ de son PDG, Michel Bon) et de la recapitalisation d'Alstom, négociée avec la Commission européenne.
François Pérol suit également la naissance de Sanofi-Aventis, négocie pour le gouvernement français avec la justice américaine pour la conclusion de l'affaire Executive Life, et organise la cession d'Ixis par la Caisse des dépôts et consignations aux Caisses d'épargne.
Alors directeur de cabinet adjoint de Nicolas Sarkozy à Bercy, François Pérol s'inscrit à l'UMP en 2004.

### Rothschild &Cie
De 2005 à 2007, François Pérol est banquier d’affaires et associé-gérant de la banque Rothschild & Cie. À ce titre, il conseille Philippe Dupont, PDG des Banques populaires dans la création de Natixis.
Filiale commune du groupe coopératif et des Caisses d'épargne, cette banque d'investissement annonce la fusion en 2009 des deux groupes.

### Présidence de la République
En mai 2007, François Pérol est nommé secrétaire général adjoint de la présidence de la République française, où il devient le « grand architecte du programme économique de Nicolas Sarkozy », accueillant dans son bureau les grands patrons français.
Spécialiste des montages financiers et industriels, François Pérol travaille à la simplification de l'organigramme d'EADS, dessine le processus de fusion de Suez et GDF, s'opposant à l'avis d'Henri Guaino, conseiller spécial de Nicolas Sarkozy, qui préférait une fusion entre GDF et EDF. Il soutient le rachat de 20 % de Thales par Dassault Aviation. Il gère également le dossier Areva, avec le retrait de Siemens, et la potentielle entrée de Bouygues et Alstom.
Il aura surtout à répondre à la crise financière, au moment où Nicolas Sarkozy prend la présidence de l'Union européenne.
François Pérol est chargé de finaliser la fusion orchestrée par l'Élysée entre les Caisses d'épargne et Banques populaires, sur fond de crise financière, alors que l'État y injecte 4 à 5 milliards d’euros et prend environ 20 % du capital du nouveau groupe,,. Après plusieurs mois de réflexion des présidents des deux banques, l'Élysée reprend la main en octobre 2008. L’Élysée jugeant que les deux dirigeants n’ont pas géré correctement leur banque respective, ils sont écartés au profit de François Pérol.
Les 24 et 26 février 2009, les Caisses d'épargne et les Banques populaires « approuvent les principes du rapprochement des deux organes centraux, devant conduire à la naissance du deuxième groupe bancaire français », et entérinent le 26 février l'arrivée de François Pérol à la tête du futur groupe, qui sera créé le 31 juillet 2009, celui-ci quittant le jour même ses fonctions à l'Élysée.
Dans ses fonctions à l'Élysée, François Pérol participe à la décision d'arbitrage dans le litige entre Bernard Tapie et l'État, laquelle fait l'objet d'un procès en décembre 2016. François Pérol dépose devant la Cour de justice de la République, le 15 décembre 2016 ; il reconnait avoir émis « un avis favorable » à l'arbitrage en question, le 30 juillet 2007 et récuse avoir donné une quelconque « instruction »,.

### BPCE
Le 2 mars 2009, François Pérol prend ses fonctions de président du directoire de la Caisse Nationale des Caisses d’Epargne et de directeur général de la Banque Fédérale des Banques Populaires, écartant ainsi Philippe Dupont et Charles Milhaud et devient président du conseil de surveillance de Natixis le 6 mars.
Le 1er août 2009, il prend la présidence du directoire du nouveau groupe bancaire BPCE.

#### Premier mandat, 2009 - 2012
En 2010, François Pérol annonce le projet groupe « Ensemble » à horizon 2013, dans lequel il décide entre autres de recentrer le développement du groupe bancaire sur les métiers cœur, à savoir ceux qui participent directement à sa mission de collecte d’épargne et de financement.
Le 24 mars 2011, le groupe BPCE indique avoir achevé de rembourser à l'État la totalité des aides consenties depuis le début de la crise financière.  François Pérol se lance par la suite dans le renforcement des fonds propres et la réduction des besoins en refinancement. François Pérol amorce une série de mesures pour le Groupe BPCE. Au premier trimestre 2012, il ne reste plus que 100 millions d’euros à trouver (sur les 3,7 milliards d’euros initiaux) pour atteindre les objectifs en fonds propres fixés par l’Autorité bancaire européenne.  
En février 2012, François Pérol se déclare ouvert à une interdiction des activités spéculatives pour compte propre dans les banques et applique cette réglementation aux établissements du Groupe BPCE. Ce même mois, une bonne partie des activités spéculatives sont cédées. 

#### Deuxième mandat, 2012 - 2016
Le 17 février 2013, François Pérol annonce un projet de simplification de la structure du groupe BPCE. Selon l’opération projetée, les Banques Populaires et les Caisses d’Epargne rachètent les certificats coopératifs d’investissement (CCI) que Natixis détenait dans leur capital. Le montant de cette transaction s'élève au total à 12,1 milliards d'euros. In fine, l'opération est financièrement neutre à l'échelle du groupe, notamment parce que Natixis va rembourser une obligation de 6,9 milliards d'euros souscrite auprès de BPCE en 2012. 
En novembre 2013, François Pérol lance un nouveau plan stratégique pour 2014 - 2017, « Grandir autrement », dont l'objectif est de positionner la banque sur les sujets du digital, de l’épargne, notamment patrimoniale, et de la relation client multicanal.  
François Pérol souhaite faire de l’assurance un axe majeur du développement stratégique en France du Groupe BPCE. 

#### Troisième mandat, 2016 - 2018
Début 2017, François Pérol annonce un plan de transformation de la banque de proximité avec 750 millions d’euros d’investissements sur 3 ans mobilisés pour accélérer les développements digitaux du Groupe BPCE. 
Le 29 novembre 2017, François Pérol lance un plan stratégique, baptisé TEC2020, qui prévoit un triplement des investissements dans le numérique à 600 millions d'euros par an à partir de 2020,,.    
Le 26 avril 2018, François Pérol annonce qu'il quitte la direction du groupe BPCE, et que Laurent Mignon le remplace. Il retourne chez Rothschild & Co Gestion en qualité d'associé-gérant (Managing Partner).    

### Autres mandats
François Pérol prend pour la première fois le 1er septembre 2009 la vice-présidence de la Fédération bancaire française avant d'en devenir pour un an le président à partir le 1er septembre 2010. Il est de nouveau nommé à la tête de cette Fédération pour la période 2014-2015.
Le 9 septembre 2010, François Pérol est nommé au conseil d'administration du musée d'Orsay.
Il est élu le 8 juin 2012 président du Groupement européen des Caisses d’Epargne pour la période 2012-2015.

### Affaire judiciaire
Le 27 juin 2012, la Cour de cassation, sur requête de syndicats de BPCE, constitués partie civile, ordonne l'ouverture d'une information judiciaire pour prise illégale d'intérêts à l'encontre de François Pérol. Le juge Roger Le Loire le met en examen le 6 février 2014.
Le 7 novembre 2014, le Parquet demande au juge d'instruction de renvoyer François Pérol devant le tribunal correctionnel, pour « prise illégale d'intérêts ». 
En 2015, François Pérol est, en première instance, relaxé par le tribunal correctionnel,. Le Parquet avait requis deux années de prison (avec sursis) et 30 000 euros d'amende. François Pérol sollicite et reçoit un second mandat.
Après la relaxe de François Pérol, le parquet fait appel, en septembre 2015. Il comparait à partir du 1er mars 2017 pour prise illégale d'intérêts.
Le 9 mars 2017, le Parquet réclame, en appel, les mêmes peines que celles requises en première instance : deux années de prison avec sursis, trente mille euros d'amende et l'interdiction d'exercer une fonction publique. 
La décision de la Cour d'appel de Paris est rendue le 29 juin 2017. Il est relaxé définitivement.

## Honneurs
- Chevalier de la Légion d'honneur (14 juillet 2010).